# Get Outta My Way
"Get Outta My Way" pjesma je australske izvođačice Kylie Minogue. Objavljena je kao drugi singl s njenog jedanaestog studijskog albuma, Aphrodite 27. rujna 2010. godine u izdanju diskografske kuće Parlophone.

## O pjesmi
Pjesma "Get Outta My Way" primila je većinom pozitivne recenzije od glazbenih kritičara; mnogi su pohvalili izbor drugog singla. Pjesma je postigla osrednji uspjeh u mnogim državama, dospjevši na 12. mjesto britanske ljestvice singlova. Dospjela je na 69. mjesto u Minogueinoj rodnoj Australiji, i tako postala njen najneuspješniji singl u Australiji do sad. Pjesma je dospjela na prvo mjesto ljestvice Billboard Hot Dance Club Songs u SAD-u. To je Minoguein peti singl koji je dospio na prvo mjesto te ljestive, a drugi s albuma Aphrodite.

## Popis pjesama
- CD Singl #1[3]

1. "Get Outta My Way" – 3:39
2. "Get Outta My Way" (7th Heaven Radio Edit) – 3:35

- CD Singl #2[4]

1. "Get Outta My Way" – 3:41
2. "Get Outta My Way" (Bimbo Jones Club Remix Radio Edit) – 3:35
3. "Get Outta My Way" (Sidney Samson Remix) – 5:35
4. "Get Outta My Way" (Paul Harris Vocal Remix) – 7:20
5. "Get Outta My Way" (Mat Zo Remix) – 8:31
6. "Get Outta My Way" (Obrađeni spot)

- Digitalno preuzimanje[5]

1. "Get Outta My Way" – 3:39

- iTunes remixes EP[6]

1. "Get Outta My Way" – 3:39
2. "Get Outta My Way" (Bimbo Jones Club Remix Radio Edit) – 3:35
3. "Get Outta My Way" (Paul Harris Vocal Remix Radio Edit) – 4:49
4. "Get Outta My Way" (Kris Menace Remix) – 6:47
5. "Get Outta My Way" (Daddy's Groove Magic Island Rework) – 8:03
6. "Get Outta My Way" (BeatauCue Remix) – 5:01
7. "Get Outta My Way" (Steve Anderson's Pacha Extended Mix) – 6:44

- Australski CD Singl

1. "Get Outta My Way" – 3:41
2. "Get Outta My Way" (Bimbo Jones Club Remix Radio Edit) – 3:35
3. "Get Outta My Way" (Sidney Samson Remix) – 5:35
4. "Get Outta My Way" (Paul Harris Vocal Remix) – 7:20
5. "Get Outta My Way" (Mat Zo Remix) – 8:31
6. "Get Outta My Way" (Obrađeni spot)

- Amazon.co.uk remixes EP[7]

1. "Get Outta My Way" – 3:41
2. "Get Outta My Way" (Bimbo Jones Club Remix Radio Edit) – 3:35
3. "Get Outta My Way" (Sidney Samson Remix) – 5:35
4. "Get Outta My Way" (7th Heaven Radio Edit) – 3:37
5. "Get Outta My Way" (Paul Harris Dub Remix) – 7:37
6. "Get Outta My Way" (Daddy's Groove Magic Island Rework) – 8:03
7. "Get Outta My Way" (SDP Extended Mix) – 5:41

- Masterbeat.com remixes EP[8]

1. "Get Outta My Way" (7th Heaven Club Mix) – 7:52
2. "Get Outta My Way" (7th Heaven Radio Mix) – 3:35
3. "Get Outta My Way" (Paul Harris Dub) – 7:36
4. "Get Outta My Way" (Paul Harris Remix) – 7:19
5. "Get Outta My Way" (Stuart Price Extended Club) – 5:40

- Australian remixes EP[9][10]

1. "Get Outta My Way" – 3:39
2. "Get Outta My Way" (Bimbo Jones Club Remix Radio Edit) – 3:36
3. "Get Outta My Way" (Sidney Samson Remix) – 5:36
4. "Get Outta My Way" (7th Heaven Radio Edit) – 3:35
5. "Get Outta My Way" (Paul Harris Dub Remix) – 7:19
6. "Get Outta My Way" (Daddy's Groove Magic Island Rework) – 8:02
7. "Get Outta My Way" (SDP Extended Mix) – 5:40

## Top ljestvice
| Top ljestvice (2010.)                | Najviša pozicija |
| ------------------------------------ | ---------------- |
| Australija                           | 69               |
| Austrija                             | 61               |
| Belgija (Flandrija)                  | 5                |
| Belgija (Valonija)                   | 6                |
| Brazil                               | 89               |
| Češka                                | 50               |
| Danska                               | 12               |
| Europa                               | 25               |
| Francuska                            | 29               |
| Irska                                | 33               |
| Italija                              | 55               |
| Japan                                | 57               |
| Novi Zeland Airplay                  | 69               |
| Njemačka                             | 41               |
| Rusija                               | 76               |
| SAD (Billboard Hot 100)              | 105              |
| SAD (Billboard Hot Dance Club Songs) | 1                |
| Slovačka                             | 18               |
| Španjolska                           | 11               |
| Švicarska                            | 23               |
| Ujedinjeno Kraljevstvo               | 12               |